# Meteorito de Bacubirito

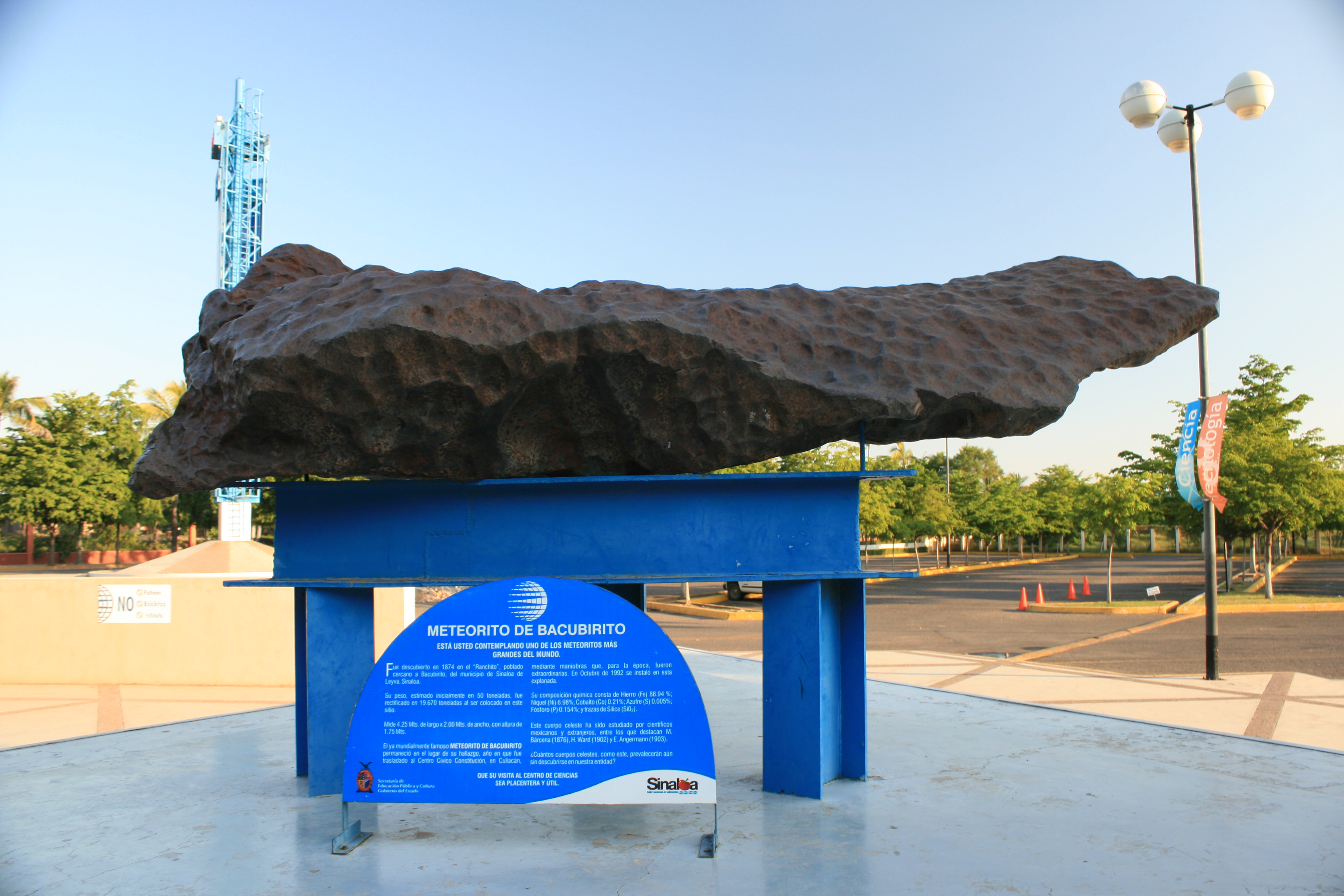
Meteorito de Bacubirito no Centro de Ciências de Sinaloa

O Meteorito de Bacubirito é um meteorito composto principalmente de ferro que foi encontrado em Bacubirito, México, em 1863. É o quinto maior encontrado no mundo, e o segundo na América. Ele está exposto no pátio do Centro de Ciências de Sinaloa.
O seu formato atinge cerca de 4,20 metros de comprimento, 2 metros de largura e 1,75 metros de altura. Desde a sua descoberta foram realizadas diferentes medições para medir a sua massa, a mais recente, realizada em 2012, mostrou um número estimado de 21 toneladas. Ele é composto por materiais densos: 88,94% de ferro, 6,98% de níquel; 0,21% de cobalto; 0,005% de enxofre; 0,154% de fósforo; e vestígios de gálio, germânio e irídio.